# Дубовязовский сахарный комбинат
Дубовязовский сахарный комбинат — предприятие пищевой промышленности в посёлке городского типа Дубовязовка Конотопского района Сумской области, прекратившее существование.

## История
Свеклосахарный завод в селе Дубовязовка Конотопского уезда Черниговской губернии Российской империи был построен в 1898 году местным помещиком Кандыбой - после того, как в результате строительства железнодорожной линии Конотоп - Ворожба экономическое развитие прилегающей к ней местности активизировалось. Изначально, работниками завода являлись местные крестьяне, условия работы были тяжёлыми - рабочие жили в бараках, продолжительность рабочего дня составляла 12 - 14 часов, за небольшие нарушения назначались штрафы.
В ходе первой русской революции в сентябре 1905 года работавшие на заводе крестьяне-поденщики начали забастовку, вместе с рабочими других сахарных заводов выдвинув требование ввести 8-часовой рабочий день и политические требования. После этого в районе Дубовязовки были размещены на постой казаки.
В июне 1917 года на сахарном заводе была создана первичная профсоюзная организация, которая избрала заводской комитет из 17 человек и ввела на предприятии 8-часовой рабочий день и рабочий контроль над производством. В начале сентября 1917 года крестьяне Дубовязовки разделили между собой земли Дубовязовского сахарного завода, перепахали их и засеяли озимыми.
В первой половине ноября 1917 года в Дубовязовке была установлена Советская власть и избран ревком из трёх человек, который возглавил слесарь Дубовязовского сахарного завода М. П. Лифаренко. После этого рабочие добились от правления сахарного завода отмены системы денежных штрафов и положения о немедленном увольнении работников, высказавших своё несогласие с заводской администрацией.

### 1918 - 1991
В марте 1918 года наступавшие вдоль линии железной дороги немецкие войска вышли к границе Конотопского уезда. Заводской комитет Дубовязовского сахарного завода и население Дубовязовки оказывали помощь сахаром и иными продуктами частям РККА, которые в течение десяти дней вели оборонительные бои с немецкими частями у разъезда Дубовязовка, но в конце марта 1918 года село оккупировали австро-немецкие войска, которые оставались здесь до ноября 1918 года.
В начале января 1919 года село заняли части РККА, сахарный и спиртовой заводы были национализированы, а для обеспечения сахарного завода сырьём был создан совхоз "Дубовязовский", но в дальнейшем территория Конотопского уезда до декабря 1919 года находилась в зоне боевых действий гражданской войны. В декабре 1919 года отступавшие части армии Деникина разграбили завод.
Восстановление предприятий началось в 1920 году, в сентябре 1921 года он возобновил работу и в первый сезон произвел 13 920 пудов сахара.
В 1923 году Дубовязовка стала центром сельсовета и при сахарном заводе был открыт медпункт, который сыграл значительную роль в охране здоровья местных жителей. В 1925 году в результате объединения Дубовязовского сахарного завода и обеспечивавшего его сырьем совхоза (с 3500 гектарами земли) был создан Дубовязовский сахарный комбинат. В 1926 году от станции Дубовязовка к предприятию была проложена железнодорожная ветка, что позволило увеличить производительность и количество рабочих сахарного завода (до 308 человек).
В ходе индустриализации 1930х годов завод был реконструирован и расширен. В это же время в связи с увеличением объемов производства сахара, посевы сахарной свеклы на территории Дубовязовского района были увеличены.
В ходе Великой Отечественной войны с 11 сентября 1941 до 7 сентября 1943 года село было оккупировано немецкими войсками, перед отступлением гитлеровцы полностью разрушили сахарный завод.
В 1943 году была отремонтирована заводская электростанция, затем - железнодорожная ветка и заводские мастерские. В дальнейшем, в соответствии с четвёртым пятилетним планом восстановления и развития народного хозяйства СССР (1946 - 1950 гг.) сахарный комбинат и свеклосовхоз были полностью восстановлены, также была построена новая ТЭЦ.
В 1960 году предприятие произвело 250,1 тыс. центнеров сахара, в 1965 году - 471,7 тыс. центнеров сахара.
В целом, в советское время сахарный комбинат входил в число ведущих предприятий посёлка. На балансе комбината находились заводской клуб, поселковая библиотека, медпункт, а также жилые дома и иные объекты социальной инфраструктуры.

### После 1991
После провозглашения независимости Украины комбинат перешёл в ведение государственного комитета пищевой промышленности Украины.
В июле 1995 года Кабинет министров Украины утвердил решение о приватизации сахарного комбината и обеспечивавшего его сырьём  Дубовязовского свеклосовхоза. В дальнейшем, государственное предприятие было преобразовано в открытое акционерное общество.
В июне 1999 года Кабинет министров Украины передал комбинат в коммунальную собственность Сумской области.
В июле 2005 года Дубовязовский сахарный комбинат стал банкротом, остановил работу и в дальнейшем прекратил своё существование.